# Erik Just Olsen
Erik Just-Olsen (Horten, 20 marzo 1946) è un ex calciatore norvegese, di ruolo centrocampista.

## Carriera

### Club
Just-Olsen giocò con la maglia del Brann dal 1967 al 1969. Giocò poi per l'Os.

### Nazionale
Conta 3 presenze per la Norvegia, con una rete all'attivo.